# Медаль Освобождения Кувейта (Саудовская Аравия)
Медаль Освобождения Кувейта (араб. نوط تحرير الكويت‎, Наут Тахрир аль-Кувейт) — государственная награда Саудовской Аравии. Учреждена королём Фахдом ибн Абдул-Азизом ас-Саудом для отличия участников кампании по освобождению Кувейта в 1991 году.

## История
Саудовской версией медали Освобождения Кувейта награждаются члены коалиционных сил принявшие участие в операции «Буря в пустыне» и в освобождении Кувейта между 17 января и 28 февраля 1991 года.
Медаль рассматривается как более редкая награда чем кувейтская версия, поскольку вручается за службу относительно краткий период (всего несколько недель), в то время как кувейтская версия вручается за службу в период свыше нескольких лет. Саудовская версия выше по старшинству, поскольку одобрена к ношению раньше чем была предложена кувейтская версия.

## Описание
Саудовская версия медали освобождения Кувейта представляет собой серебряную пятнадцати лучевую звезду (короткие лучи помещены между длинными), окружающую позолоченный медальон, содержащий связанный венок с короной на его вершине. В центре позолоченного медальона находится серебряный образ Земли, на который наложен позолоченный образ королевства Саудовская Аравия. Сверху позолоченного медальона находятся скрещенные мечи и пальмовое дерево из королевской монограммы. Внизу золотого медальона находится свиток с раздвоенным концом, его концы загнуты назад и вверх, таким образом обрамляя  контур позолоченного медальона. На свитке выбиты слова на английском «ОСВОБОЖДЕНИЕ КУВЕЙТА», сверху та же надпись на арабском.
Орденская ленточка медали содержит позолоченное изображение состоящее из скрещенных мечей наложенных на изображение пальмового дерева. Изображение взято из королевской монограммы. Это изображение не помещено на ленте, на которую подвешивается медаль.

## Ношение по странам

### Канада
Канадское правительство постановило, что канадский персонал может принять эту медаль как подарок на память, но ношение её на форме запрещается.

### Великобритания
Министерство иностранных дел не разрешает британским служащим носить эту медаль. Ношение медали или орденской ленточки строго запрещено. Разрешается хранить медаль как подарок на память.  

### США

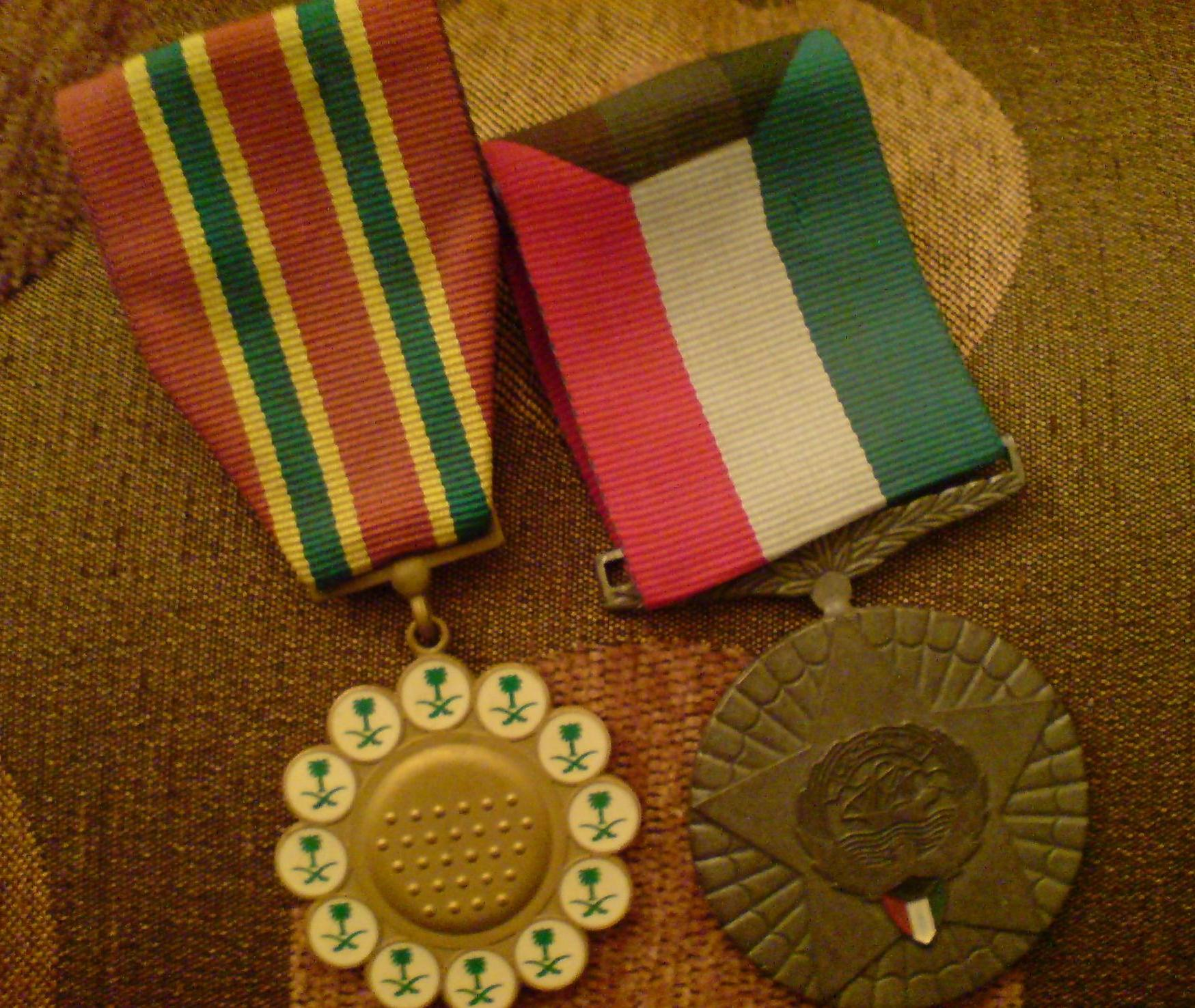
Две версии медали освобождения: слева - саудовская, справа - кувейтская 4-го класса

Служба при поддержки операции «Буря в пустыне» и освобождении Кувейта в период между 17 января и 28 февраля 1991 года. 
Подходящие для награждения области службы: Персидский залив, Красное море, область Аравийского моря к северу от 10 градусов северной широты и к западу от 68 градусов восточной долготы, Аденский залив, вся область Ирака, Кувейта, Саудовской Аравии, Омана, Бахрейна, Катара и Объединённых арабских эмиратов.
В дополнение к этому награждаемый персонал должен соответствовать следующим критериям:
- Быть приписанным или нести постоянную службу в течение одного или более дней с организацией участия в наземных или (и) прибрежных операциях
- Быть приписанным или нести постоянную службу в течение одного или более дней на борту военного корабля, прямо поддерживающего военные операции.
- Фактическое участие в качестве члена экипажа в одном или более воздушных полётах поддерживающих военные операции в областях перечисленных выше или
- Временная служба непрерывно в течение 30 дней в ходе квалификационного периода. Примечание: данное временное ограничение может быть снято для персонала, фактически принимающего участие в боевых действиях.